# NGC 4244
NGC 4244 је спирална галаксија у сазвежђу Ловачки пси која се налази на NGC листи објеката дубоког неба.
Деклинација објекта је + 37° 48' 28" а ректасцензија 12h 17m 29,9s. Привидна величина (магнитуда) објекта NGC 4244 износи 10,0 а фотографска магнитуда 10,7. Налази се на удаљености од 4,715 милиона парсека од Сунца. NGC 4244 је још познат и под ознакама UGC 7322, MCG 6-27-45, CGCG 187-35, FGC 1402, IRAS 12150+3804, PGC 39422.